# 五省六曹制
五省六曹制是中國隋朝年間所實行的中央官制。
隋代初年設五省六曹制，五省為內史省、門下省、尚書省、秘書省和內侍省。秘書省掌書籍曆法；內侍省為宮廷之宦官機關，兩省較少涉及國家政務，實際的中樞機關為內史、門下、尚書三省。尚書省下設吏部、度支、禮部、兵部、都官、工部六曹。後來度支曹改稱民部；都官曹改稱刑部；六曹也改稱六部。名為五省六部制。
唐代初年，仿傚隋朝之五省六曹制，並確立三省六部制。